# Straton
Straton – imię męskie pochodzenia greckiego, od gr. στρατος (stratos), oznaczającego "wojsko, armia". Imię to nosił filozof z III wieku p.n.e., a ponadto dwóch świętych katolickich.
Straton imieniny obchodzi 17 sierpnia i 9 września.
Straton z Sardes (Στράτων) był poetą greckim z małoazjatyckiej Lidii.
Straton z Lampsaku był hellenistycznym filozofem i naukowcem.